# Solliciteur général du Québec
Le solliciteur général du Québec est une ancienne fonction ministérielle qui prend ses racines dans la tradition britannique. Aboli définitivement en 1988, le poste de solliciteur est de nos jours incarné par le ministre de la Sécurité publique du Québec.

## Histoire
Sur le territoire du Québec, la fonction de solliciteur général remonte au XVIIIe siècle. Le solliciteur est un membre du conseil exécutif du gouvernement. Il est inférieur au procureur général du Québec. Son rôle varie d'un gouvernement à l'autre. En général, en marge du système de justice, il s'occupe du maintien de l'ordre et de la sécurité publique. Le ministère du Solliciteur général est créé en 1986, avant d'être renommé Sécurité publique.

## Liste des solliciteurs généraux

### Solliciteur général du Bas-Canada
|  | Nom                   | Début           | Fin              |
|  | --------------------- | --------------- | ---------------- |
|  | Jonathan Sewell       | 1793            | 9 mai 1795       |
|  | Louis-Charles Foucher | mai 1795        | 1er janvier 1803 |
|  | James Stuart          | 1805            | mai 1809         |
|  | Stephen Sewell        | 1809            | juillet 1816     |
|  | Charles Richard Ogden | 1824            | 11 janvier 1833  |
|  | Michael O'Sullivan    | avril 1833      | 25 octobre 1838  |
|  | Andrew Stuart         | 25 octobre 1838 | 21 février 1840  |

### Solliciteur général du Canada-Est
- Le titre de « Solliciteur général du Bas-Canada » continue d'être utilisé.

|  | Nom                            | Début             | Fin              |
|  | ------------------------------ | ----------------- | ---------------- |
|  | Charles Dewey Day              | 26 mai 1840       | 20 juin 1842     |
|  | Thomas Cushing Aylwin          | 24 septembre 1842 | 11 décembre 1843 |
|  | Joseph-André Taschereau        | 21 août 1845      | 21 mai 1847      |
|  | Joseph-Édouard Turcotte        | 8 décembre 1847   | 10 mars 1848     |
|  | Lewis Thomas Drummond          | 7 juin 1848       | 27 octobre 1851  |
|  | Pierre-Joseph-Olivier Chauveau | 12 novembre 1851  | 30 août 1853     |
|  | Dunbar Ross                    | 31 août 1853      | 25 novembre 1857 |
|  | John Rose                      | 26 novembre 1857  | 1er août 1858    |
|  | Charles Laberge                | 2 août 1858       | 5 août 1858      |
|  | Louis-Siméon Morin             | 19 janvier 1860   | 23 mai 1862      |
|  | John Joseph Caldwell Abbott    | 24 mai 1862       | 27 mai 1863      |
|  | Lucius Seth Huntington         | 28 mai 1863       | 29 mars 1864     |
|  | Hector-Louis Langevin          | 30 mars 1864      | 2 novembre 1866  |

### Solliciteur général du Québec
|                                    | Nom                     | Début             | Fin               |
| ---------------------------------- | ----------------------- | ----------------- | ----------------- |
| 1er                                | George Irvine           | 15 juillet 1867   | 27 février 1873   |
| 2e                                 | Joseph-Adolphe Chapleau | 27 février 1873   | 8 septembre 1874  |
| 3e                                 | Auguste-Réal Angers     | 22 septembre 1874 | 25 janvier 1876   |
| 4e                                 | George Barnard Baker    | 25 janvier 1876   | 8 mars 1878       |
| 5e                                 | Alexandre Chauveau      | 8 mars 1878       | 30 avril 1879     |
| 6e                                 | Honoré Mercier          | 30 avril 1879     | 31 octobre 1879   |
| 7e                                 | William Warren Lynch    | 31 octobre 1879   | 30 juin 1882      |
| Aucun titulaire entre 1882 et 1885 |                         |                   |                   |
| 8e                                 | Edmund James Flynn      | 12 mai 1885       | 29 janvier 1887   |
| 9e                                 | Georges Duhamel         | 29 janvier 1887   | 8 mai 1888        |
| Aucun titulaire entre 1888 et 1950 |                         |                   |                   |
| 10e                                | Antoine Rivard          | 12 avril 1950     | 11 septembre 1959 |
| 11e                                | Jacques Miquelon        | 4 novembre 1959   | 8 janvier 1960    |
| 12e                                | Claude Wagner           | 31 août 1964      | 30 octobre 1964   |
| Aucun titulaire entre 1964 et 1968 |                         |                   |                   |
| 13e                                | Armand Maltais          | 10 octobre 1968   | 12 mai 1970       |
| 14e                                | Roy Fournier            | 11 février 1971   | 2 août 1972       |
| Aucun titulaire entre 1972 et 1975 |                         |                   |                   |
| 15e                                | Fernand Lalonde         | 30 juillet 1975   | 26 novembre 1976  |
| Aucun titulaire entre 1976 et 1985 |                         |                   |                   |
| 16e                                | Marc-André Bédard       | 3 octobre 1985    | 12 décembre 1985  |
| 17e                                | Gérard Latulippe        | 12 décembre 1985  | 30 juin 1987      |
| 18e                                | Herbert Marx            | 30 juin 1987      | 10 août 1988      |